# 月亮田站
月亮田站位于中华人民共和国贵州省六盘水市盘州市盘关镇，建于1974年，是盘西铁路上的一个铁路车站，现办理客货运业务，车站及其上下行区间均已电气化。车站距离沾益站127公里，隶属中国铁路昆明局集团，是四等站。

## 业务办理
办理客货运业务。